# بي إم سي للبرمجيات
شركة بي ام سي للبرمجيات. هي شركة استشارية أمريكية متعددة الجنسيات لخدمات تكنولوجيا المعلومات (IT) واستشارات مقرها في هيوستن، تكساس. يقع مقرها الدولي في هيوستن، تكساس، الولايات المتحدة.
صنفت شركة Gartner BMC كشركة رائدة للعام السابع على التوالي في تقرير Magic Quadrant لعام 2020 الخاص بأدوات إدارة خدمات تكنولوجيا المعلومات من Gartner عن حل BMC Helix ITSM الخاص بها.

## تاريخ الإنشاء
تأسست الشركة في هيوستن، تكساس، من قبل موظفين سابقين في شل أويل سكوت بوليت، John J. Moores وDan Cloer ، اللذان تم اعتماد الأحرف الأولى من لقبهما كاسم شركة BMC Software. شغل موريس منصب الرئيس التنفيذي الأول للشركة. قامت الشركة بشكل أساسي بكتابة برامج لأجهزة الكمبيوتر المركزية ل شركة IBM ، وهو المعيار الصناعي في ذلك الوقت ، ولكن منذ منتصف التسعينيات قامت بتطوير برامج لمراقبة وإدارة وأتمتة الأنظمة الموزعة والحواسيب المركزية.
في عام 1987، خلف ريتشارد أ. هوسلي الثاني موريس في منصب الرئيس التنفيذي والرئيس. في يوليو 1988، أعيد تأسيس BMC في ولاية ديلاوير وتم طرحها للاكتتاب العام لأسهم BMC. كان أول يوم للتداول هو 12 أغسطس 1988. تم تداول أسهم BMC في الأصل في بورصة ناسداك تحت الرمز BMCS وفي بورصة نيويورك مع الرمز BMC.

### الاستحواذ والخصخصة من قبل شركات الأسهم الخاصة
في مايو 2013، أعلنت BMC أنه تم الاستحواذ عليها من قبل مجموعة من كبرى مجموعات الاستثمار في الأسهم الخاصة مقابل 6.9 مليار دولار. اكتملت العملية في سبتمبر 2013 ولم تعد الشركة مطروحة للتداول العام.
أُعلن في 2 أكتوبر 2018 أن شركة KKR ، شركة الاستثمار العالمية الرائدة، قد استحوذت على BMC. تم الاستحواذ على الشركة من مجموعة مستثمرين من القطاع الخاص بقيادة Bain Capital Private Equity وGolden Gate Capital جنبًا إلى جنب مع GIC وInsight Venture Partners وElliott Management.

## منتجات وخدمات
تتخصص BMC Software في البرامج المصممة لتمكين مؤسسة رقمية مستقلة ، وتطوير المنتجات المستخدمة لوظائف متعددة بما في ذلك الأتمتة، وإدارة الخدمة، وDevOps ، وتنسيق سير العمل، وAIOps ، والأمن.
تدعم الشركة الشركات التي تستخدم الحواسيب المركزية من خلال خط إنتاجها الآلي لذكاء الحاسب الآلي (AMI)، والذي يمكّن أنظمة الحواسيب المركزية ذاتية الإدارة. تستخدم الحواسيب المركزية ذاتية الإدارة التعلم الآلي لتحسين الكفاءة من خلال توقع الاحتياجات وإرسال الإنذارات واتخاذ الإجراءات دون الحاجة إلى إجراءات يدوية.
برنامج BMC’s Control-M عبارة عن نظام أساسي لتنظيم سير عمل التطبيقات يسمح للشركات بتشغيل مئات الآلاف من الوظائف المجمعة يوميًا واستخدام البيانات لتحسين العمليات التجارية المعقدة، مثل إدارة سلسلة التوريد. يمكن للمستخدمين الوصول إلى جميع وظائف مجموعة المؤسسة من خلال واجهة رسومية واحدة. يتكامل Control-M مع أنظمة التخزين الموزعة مثل HDFS وYARN وMapReduce وApache Spark. في عام 2019، أتاحت الشركة البرنامج في حاوية Docker ، مما يتيح سهولة النشر في السحابة العامة أو في أماكن العمل. حصل البرنامج على لقب الرائد العام في أتمتة عبء العمل من قبل Enterprise Management Associates في كل تقرير منذ عام 2010. في عام 2020، أعلنت الشركة عن إطلاق تطبيق BMC Helix Control-M القائم على SaaS.
تستخدم مجموعة TrueSight الذكاء الاصطناعي والتعلم الآلي لتوفير رؤى وقدرات أتمتة الشبكة ، وتتضمن TrueSight Operations Management وTrueSight Automation for Networks وTrueSight Automation for Servers وTrueSight Orchestration.

## المدراء والموظفين
أسس الشركة جون جيه موريس في عام 1980 ؛ كان مورز "متخصصًا سابقًا في الكمبيوتر في شل أويل... جعلت برامجه حواسيب شل أكثر كفاءة." ريتشارد أ. هوسلي الثاني كان الرئيس والمدير التنفيذي لشركة BMC Software، Inc. من أكتوبر 1987 حتى أبريل 1990. بعد فترة وجيزة من توليه منصب الرئيس، طرح هوسلي الشركة للاكتتاب العام في عام 1988. وخلف ماكس واتسون جونيور هوسلي في أبريل 1990. ماكس كان واتسون جونيور رئيس مجلس الإدارة والرئيس التنفيذي لشركة BMC Software من أبريل 1990 إلى يناير 2001.
في عام 2001، عينت BMC مدير الشركة، Garland Cupp ، كرئيس، خلفًا لماكس واتسون، الذي استقال من المنصب في يناير 2001. وقد نجح واتسون كرئيس ومدير تنفيذي من قبل نائب الرئيس الأول السابق لإدارة المنتجات وتطويرها في BMC ، روبرت بوشامب.
في ديسمبر 2016، خلف بيتر ليف بوب بوشامب في منصب الرئيس والمدير التنفيذي. في أكتوبر 2019، تم تعيين أيمن السيد رئيسًا ومديرًا تنفيذيًا لشركة BMC Software.